# Dichagyris celsicola
Dichagyris celsicola là một loài bướm đêm thuộc họ Noctuidae. Nó được tìm thấy ở Hy Lạp, Pháp, Ý và Thổ Nhĩ Kỳ. It might also be present in Iran và Iraq.
Sải cánh dài khoảng 35 mm.

## Phụ loài
- Dichagyris celsicola celcicola (France)
- Dichagyris celsicola goateri (Hy Lạp)
- Dichagyris celsicola sincera (Thổ Nhĩ Kỳ)